# 花岡町駅
花岡町駅（はなおかちょうえき）は、かつて愛知県一宮市城崎通5丁目にあった名古屋鉄道一宮線の駅（廃駅）である。
一宮線の東一宮駅への延伸開業とともに廃止された西印田駅と同一の場所に設置された。花岡花街地の最寄駅となっていた。

## 歴史
- 1912年（大正元年）8月6日 枇杷島 - 枇杷島橋（現、枇杷島分岐点） - 岩倉 - 西印田間が開業[4][5]
- 1913年（大正2年）1月25日 西印田 - 東一宮間が開業。西印田駅廃止[4][5]
- 1930年（昭和5年）1月25日 - 花岡町駅として開業[4][5]
- 1965年（昭和40年）4月25日 - 廃止[4][5]

## 駅構造
- 1面1線の地平駅。

### 配線図
| ← 岩倉方面                                        | 花岡町駅 構内配線略図 | → 東一宮駅 |
| 凡例 出典: 破線および薄色のホームは複線時代の構造 |                       |            |

## 現在
駅は現在の名鉄バス花岡町バス停より50mほど南東付近。名鉄協商パーキング城崎通5丁目（月ぎめ）とその南付近にあった。ホーム跡は私有地となっている。

## 隣の駅
名古屋鉄道
一宮線 
印田駅 - （西印田駅） - 花岡町駅 - 東一宮駅